# 세미프로페셔널 스포츠
세미프로페서녈 스포츠(semi-professioanl sports)는 반(半)직업 선수가 활동하는 스포츠를 말한다. 줄여서 세미프로(semi-pro), 또는 준프로라는 용어로 더 많이 불린다. 
세미프로페셔널 스포츠 선수는 생계를 유지하기 위해 다른 직업에 종사하면서 경기에 출장하여 수당을 받는 선수를 말하며 한국에서는 각 종목의 실업 팀이나 시청이나 도청 등 지자체 팀 소속 선수들이 여기에 해당하며 한국에서는 축구 종목의 K3리그, K4리그, WK리그가 대표적인 세미 프로페셔널 스포츠 리그이다.

## 같이 보기
- 프로페셔널 스포츠
- 아마추어 스포츠
- 프로암